# كلوي هاول
كلوي هاول (بالإنجليزية: Chlöe Howl)‏ هي مغنية وكاتبة أغاني بريطانية ولدت في 4 مارس 1995.

## وصلات خارجية
- كلوي هاول على موقع IMDb (الإنجليزية)
- كلوي هاول على موقع ميوزك برينز (الإنجليزية)
- كلوي هاول على موقع أول ميوزيك (الإنجليزية)
- كلوي هاول على موقع ديسكوغز (الإنجليزية)